# Cuando no estás (canción)
«Cuando no estás» (When you're not) es una canción de Valeria Gastaldi, lanzada alrededor del mundo durante el primer cuarto del año 2008, como el primer sencillo internacional, y como segundo sencillo en Argentina y México, del álbum Cuando no estás.
Cuando no estás se posicionó número uno en prácticamente todas las listas musicales, y se convirtió en uno de los sencillos latinos más descargados por iTunes en los meses mayo-junio de 2008.
| CD-SINGLE |                 |               |       |
| 1         | Cuando no estás | Album Version | 02:57 |

## Videoclip
El vídeo se desarrolla en el interior de una casa, lugar que representa la unión de Valeria a su pareja. La casa con una arquitectura orgánica y acogedora con muchos detalles femeninos y sutiles. Dentro de la casa transcurre el vídeo en cuatro diferentes espacios, cada uno representando un estado emocional diferente, permitiendo tener un vídeo rico en imágenes, atmósferas, diseño y tipos de encuadre. Por lo diferente de casa espacio Valeria muestra distintas facetas de su personalidad. La cantautora despierta una mañana sola en su cama, extrañando. Tiene que sobrevivir un día más, un día en soledad. Decide ir con su banda a ensayar. La noche la sorprende en el exterior, es una noche fría y adversa. Entra de nuevo a casa... todo sigue igual. El vídeo es el resultado de la combinación de actitudes, acciones, retratos, ‘beauty shots’ y ‘performance’ de Valeria en cada uno de los escenarios. Los sets no se muestran todos de una vez sino hasta a partir de la mitad del vídeo donde de ahí al final es un juego constante entre los diferentes sets.
- Datos: Q5793100